# كلورس كوبي
كلورس كوبي (الاسم العلمي:Chloris cubensis) هو نوع من النباتات يتبع جنس الكلورس من الفصيلة النجيلية.